# Bankkajen

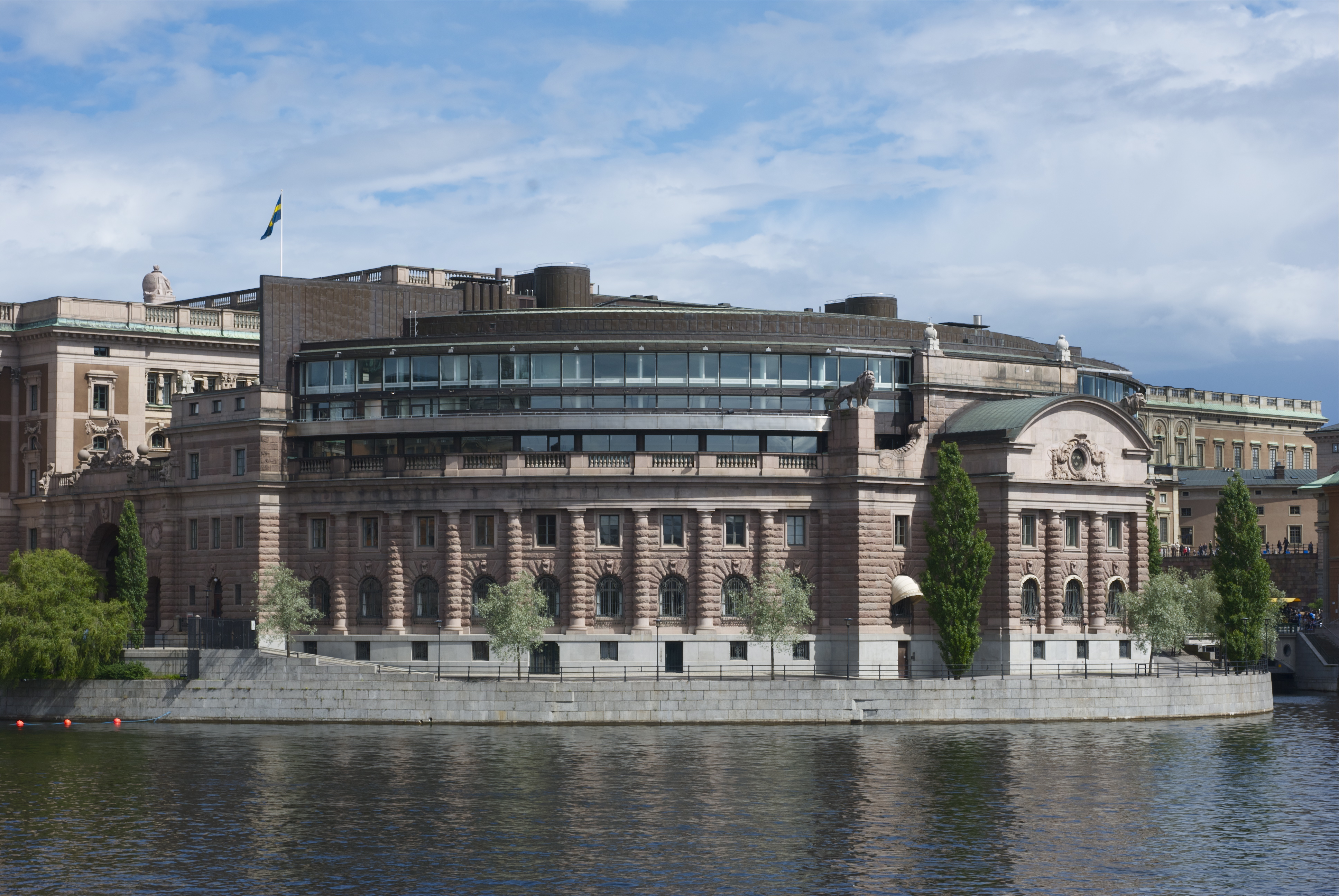
Bankkajen och Riksdagshuset.

Bankkajen är en kaj och gata på västra stranden av Helgeandsholmen i Gamla stan i Stockholm. Namnet tillkom 1925. Andra namnförslag, vilka också anspelade på det intilliggande Riksbankshuset, var Banknäset och Bankstranden.

### Not
1. ↑   Stockholms gatunamn. Stockholmia förlag. 1992. sid. 52. ISBN 91-7031-042-4